# Prokansler
Prokansler är en akademisk titel för ställföreträdaren för en universitetskansler. 

## Sverige
Prokanslern var i Sverige den lokale ställföreträdaren för universitetskanslern, vilken vanligtvis bodde i Stockholm. Fram till 1893 hade varje universitet sin egen kansler. Ett prokanslersämbete fanns inrättat i Uppsala universitets äldsta konstitutioner och inrättades successivt vid Åbo akademi och Lunds universitet. Det var de lokala stiftens biskopar som, vid sidan av sitt biskopsämbete, innehade detta statliga ämbete. Alla prokanslerer hade tidigare varit professorer. 
Enligt 1876 års universitetsstatuter skulle prokanslern "göra sig underrättad om alla universitets angelägenheter, lärarnas verksamhet, undervisningens gång och de studerandes sedliga förhållanden samt med upplysningar, råd och påminnelser där han så nödigt aktar, främja universitets väl och anseende". Han hade rätt att utan rösträtt delta i konsistoriets sammanträden och skulle yttra sig till exempel i stipendie- och tjänstetillsättningsfrågor. 
Som en följd av samhällets modernisering under 1900-talet med ökade kommunikationer ansågs prokanslersämbetet mindre nödvändigt. Som ett led i separerandet mellan kyrka och universitet, och samt till följd av den opinion och kritik som riktade mot prokanslerernas tolkning av universitetsstatuterna i en del tillsättningsärenden, avvecklades prokanslersämbetet successivt under 1900-talet. Definitivt beslut härom fattades 1934, varvid de då fungerande prokanslererna skulle sitta sin ämbetstid ut. Prokanslern i Lund biskop Edvard Magnus Rodhe blev emeritus 1948 och prokanslern i Uppsala ärkebiskop Erling Eidem 1950. 